# Lijst van commandeurs in de Orde van Oranje-Nassau
Dit is een lijst van in de Nederlandstalige Wikipedia opgenomen gedecoreerden als Commandeur in de Orde van Oranje-Nassau.

## A
- Piet Aalberse (1938)
- Piet Aalberse (1980)
- Gijs van Aardenne (1986)
- Hette Abma (1984)
- Ahmed Aboutaleb (2024)
- Horatius Albarda
- Johan Willem Albarda (1952)
- Koos Andriessen (1994)
- Johannes van Angeren (1955)

## B
- Ernst Hirsch Ballin (2022)
- Aloysius Bartels (1967)
- André Batenburg (1985)
- Rob Bauer (2021)
- Relus ter Beek (1994)
- Henk Beernink (1971)
- Eltjo van Beresteyn
- Willem Hendrik van den Berge (1956)
- Sidney J. van den Bergh (1968)
- Edo Johannes Bergsma
- Dick Berlijn (met de zwaarden)
- Petrus Best (1946) (met de zwaarden)
- Rob den Besten (2000)
- Ernst van der Beugel (1983)
- Freek Bischoff van Heemskerck
- Christiaan Wilhelm Bodenhausen (1932)
- Hans de Boer (2020)
- Jaap Boersma (1978)
- Pim van Boetzelaer van Oosterhout (1954)
- Pieter Bogaers (1966)
- Frits Bolkestein (1989)
- Gerrit Bolkestein (1946)
- Allard van der Borch van Verwolde (1842-1919)
- Nicolaas Bosboom (1935) (met de zwaarden)
- Theo Bot (1967)
- Theo van Boven (1999)
- Willem Maurits de Brauw
- Henk van den Breemen (met de zwaarden)
- Alex Brenninkmeijer (2014)
- Jan van den Brink (1952)
- Elco Brinkman (1989)
- Gerrit Brokx (1988)
- Piet Bukman (1994)
- Johannes Antonius Marie van Buuren (1939)

## C
- Hans Cohen (1986)
- Pieter Coninck Westenberg (1933)
- Roel Coutinho (2013)
- Geert Corstens (2014)

## D
- Marcel van Dam (1982)
- Marinus Damme (1935)
- Dick Dees (1989)
- Wim Deetman (2015)
- André Demedts (1967)
- Isaäc Arend Diepenhorst (1967)
- Herman Jacob Dijckmeester
- Cor van Dis jr. (1994)
- Cor van Dis sr. (1968)
- Jaap van Dissel (2024)
- Jan Donner (1946)
- Wim van de Donk (2020)
- Harry van Doorn (1978)
- Anton van Doorninck
- Willem Drees jr.
- Willem Jozef Droesen (1967)
- Pieter Droogleever Fortuyn
- Honoré Drubbel
- Wim Duisenberg
- Anthony Duynstee (1971)

## E
- Wicky Eekhof-de Vries (1995)
- Cees Egas (1966)
- Pieter Eijssen (1976)
- Pieter Elbers (2022)
- Norbert Elias (1987)
- William Charles de la Try Ellis (1933)
- Joop van den Ende (2001)
- Maarten Engwirda (2010)
- Huub Ernst
- Max Euwe (1979)
- Stephanus Gerhard Everts

## F
- Maarten Feteris (2020)
- Jan Watse Fokkens (2016)
- Eduard Fokker (1914)
- Ton Frinking (1994)

## G
- Bas de Gaay Fortman  (1991)
- Wilhelm Friedrich de Gaay Fortman (1972)
- Pieter de Geus (1981)
- Anton van Gijn (1920)
- Leendert Ginjaar (1994)
- Nell Ginjaar-Maas (1989)
- Jan Glastra van Loon (1995)
- Frits Goedgedrag (2012)
- Marinus van der Goes van Naters (1967)
- Hendrik Goeman Borgesius (1906)
- Dieuwke de Graaff-Nauta (1994)
- Maurits Gysseling

## H
- Joop Haex (1971)
- Hamengkoeboewono IX (1940)
- Peter Hartman (2013)
- Gerard Helders (1969)
- Conrad Helfrich
- Pieter Christiaan Jacobus Hennequin
- Leland Hobbs
- Willem Hofstee
- Hendrik Jan Hofstra (1958)
- Eugene Holiday (2022)
- Jan Hommen (2013)
- Hans van Houten (1963)
- Alexander van Hugenpoth tot Aerdt (1847)

## I
- Gerrit IJsselstein (met de zwaarden)
- Hendrik Albert van IJsselsteyn (1914)
- Leopold van Itallie (1927)

## J
- Frederik Bernard s'Jacob (1850-1935)
- Joannes Coenraad Jansen (1911)
- Dolf Joekes (1952)
- Jan Anne Jonkman (1948)
- Annemarie Jorritsma (2015)
- Henri Willem Julius (1971)

## K
- Jan M. Kan (1969)
- Joanne Kellermann (2014)
- Jos van Kemenade (1982)
- Johan van de Kieft (1956)
- Leo Kierkels (1956)
- Chris van der Klaauw(1989)
- Gerard Kleisterlee (2011)
- Frans van Knapen (2018)
- Hans Knoop (met de zwaarden)
- Hans Kolfschoten (1965)
- Adrianus Antonie Henri Willem König (1933)
- Pieter Kooijmans (1994)
- Jacob Christiaan Koningsberger (1932)
- Marion Koopmans (2025)
- Rudolf de Korte (1989)
- Virginie Korte-van Hemel (1989)
- Rad Kortenhorst (1956)
- Frits Korthals Altes (1989)
- Hans de Koster (1966)
- Marinus Simon Koster
- André Joseph Guillaume Henri Kostermans
- Jakob Kraus (1915)
- Ed Kronenburg (2013)
- Ciro Kroon (1969)
- Luuk Kroon (met de zwaarden)
- Mart de Kruif (2010, met de zwaarden)
- Frederik Kruimink
- Roelof Kruisinga
- Willem Jan Kruys (1959, met de zwaarden)

## L
- Ineke Lambers-Hacquebard (1982)
- Harrie Langman (1991)
- Bib van Lanschot
- Pierre Lardinois (1973)
- Wim van der Leegte (2014)
- Hannie van Leeuwen (1994)
- Hubert Leynen
- Wilhelm Franz Lichtenauer (1971)
- Kees van Lienden
- Harry van Lieshout (1971)
- Joseph Limburg (1929)
- Pieter Willem Jacob Henri Cort van der Linden
- René van der Linden (2007)
- Johannes Linthorst Homan (1907)
- Hans Linthorst Homan (1928)
- Harry Linthorst Homan (1960)
- Jan Tijmens Linthorst Homan (1928)
- Witius Henrik de Savornin Lohman
- Arie Rijk van Loon (1930)
- Hugo Loudon
- Amandus Lundqvist (2017)
- Petrus Lycklama à Nijeholt
- Alex van Lynden van Sandenburg (1925)
- Vera Lynn (1985)

## M
- Stanisław Maczek
- Floris Maljers
- Thomas Mann (1955)[1]
- Henri Marchant (1937)
- August Maris (1961)
- Durk van der Mei (1968)
- Wim Meijer (1992)
- Jo Meynen (1966)
- Hans van Mierlo (1982)
- Jan Moedwil
- Hendrik Willem Mouton
- Egbert Myjer (2012)

## N
- Roelof Nelissen (1973)
- Maarten de Niet Gerritzoon (1973)
- Ed Nijpels
- Jan Noorduijn (1948)
- Erwin Nypels (1982)

## O
- Bastiaan Ort (1913)
- Lou Otten (1936)
- Julius Christiaan van Oven (1956)

## P
- Johan Æmilius Abraham van Panhuys
- Gerard Peijnenburg (1981)
- Ernesto Petronia (1969)
- Albert Plesman (1949)
- Carel Polak (1971)
- Wim Polak (1983)
- Willem Frederik Pop (1929)
- Folkert Posthuma (1928)
- Leo Van Puyvelde

## Q
- Johan Willem Quarles van Ufford (1935)
- Wilhem Quarles van Ufford (1991)
- Jan de Quay (1959)

## R
- Jean Jacques Rambonnet (met de zwaarden)
- Jaap Rang (1987)
- Carel van Rappard
- Fredis Refunjol (2016)
- Louis (III) Regout
- Aat van Rhijn
- Willem van Rijn
- Jacob Alexander Röell
- Jacques Rogge (2012)
- Bauke Roolvink (1971)
- Han Roos (met de zwaarden)
- Antoine Rottier
- Louis Anne van Royen
- Onno Ruding (1989)
- Victor Henri Rutgers (1931)
- Theo Rutten (1952)

## S
- Jaime Saleh (2002)
- Ivo Samkalden (1966)
- Steef van Schaik (1954)
- Wim Schipper (1990)
- Jan Evert Scholten (1906)
- Willem Scholten (1978)
- Ynso Scholten (1965)
- George Lodewijk Schorer
- Wim Schut (1983)
- August Lodewijk Willem Seyffardt (1893)
- Feyo Onno Joost Sickinghe (1989)
- Jos Silvis (2021)
- Jan Simon van der Aa (1933)
- Marcus Slingenberg (1937)
- Harm Smeenge
- Lloyd Gaston Smith (1946)
- Antonius Speekenbrink (1961)
- Erna Spoorenberg (2002)
- Piet Steenkamp (1985)
- Derk Spitzen (1951)
- Bram Stemerdink (1982)
- Max van der Stoel (1978)
- Robert Stolz (1968)
- Saskia Stuiveling (2009)
- Louis Stuyt (1984)
- Gerardus Jacobus van Swaaij (1937)
- Petrus Johannes van Swinderen (1895)

## T
- Alidius Tjarda van Starkenborgh Stachouwer (1938)
- Jan Terlouw (1982)
- Jan Willem Termijtelen (1951, met de zwaarden)
- Frans Teulings (1952)
- Wilhelmina Thomassen (2013)
- Gijsbert van Tienhoven
- Teun Tolman
- Willem den Toom (1971)
- Sylvia Tóth (2010)
- Ton van Trier (1981)
- Theodoor Philibert Tromp (1967)
- Maurits Troostwijk (1982)
- Dany Tuijnman (1981)
- Desmond Tutu (2012)

## U
- Berend Jan Udink (1973)
- Peter van Uhm (2012, met de zwaarden)

## V
- Ernst Veen (2011)
- Frans van der Veen (1968) (met de zwaarden)
- Jeroen van der Veer (2009)
- Petrus Johannes Vegelin van Claerbergen (1902)
- Joris in 't Veld (1952)
- Joop van der Ven (1972)
- Anne Vermeer (1982)
- Timotheus Josephus Verschuur (1935)
- Adriaan Vis
- Johannes Anthonie de Visser (1949)
- Sim Visser (1968)
- Annemiek van Vleuten (2023)
- Willem de Vlugt (1928)
- Anne Vondeling (1966)
- Henk Vonhoff (1987)
- Berend-Jan van Voorst tot Voorst (1993)
- Hein Vos (1964)
- Henk Vredeling (1977)

## W
- Hein Israël Waterman (1957)
- Theo van Welderen Rengers (1937)
- Mom Wellenstein (1975)
- Nout Wellink (2011)
- Ym van der Werff (1990)
- Fred Westerbeke (2020)
- Tjerk Westerterp (1978)
- Evert Pieter Westerveld
- David de Wied
- Jan Volkert Rijpperda Wierdsma (1974)
- Simon Wiesenthal
- Hans Wijers (2012)
- René Wijers
- Herman Wijffels (1995)
- Leo van Wijk (2007)
- Pieter Winsemius (2012)
- Jenno Witsen (1990)
- Johan Witteveen (1971)
- Dik Wolfson (2006)
- Ireen Wüst (2022)

## Z
- Gerrit Zalm (2007)
- Pieter Zandt (1960)
- Nancy Zeelenberg (1974)
- Rinse Zijlstra (1995)
- Alfred Rudolph Zimmerman
- Guus Zoutendijk